# Olympische Sommerspiele 2004/Leichtathletik – Kugelstoßen (Männer)

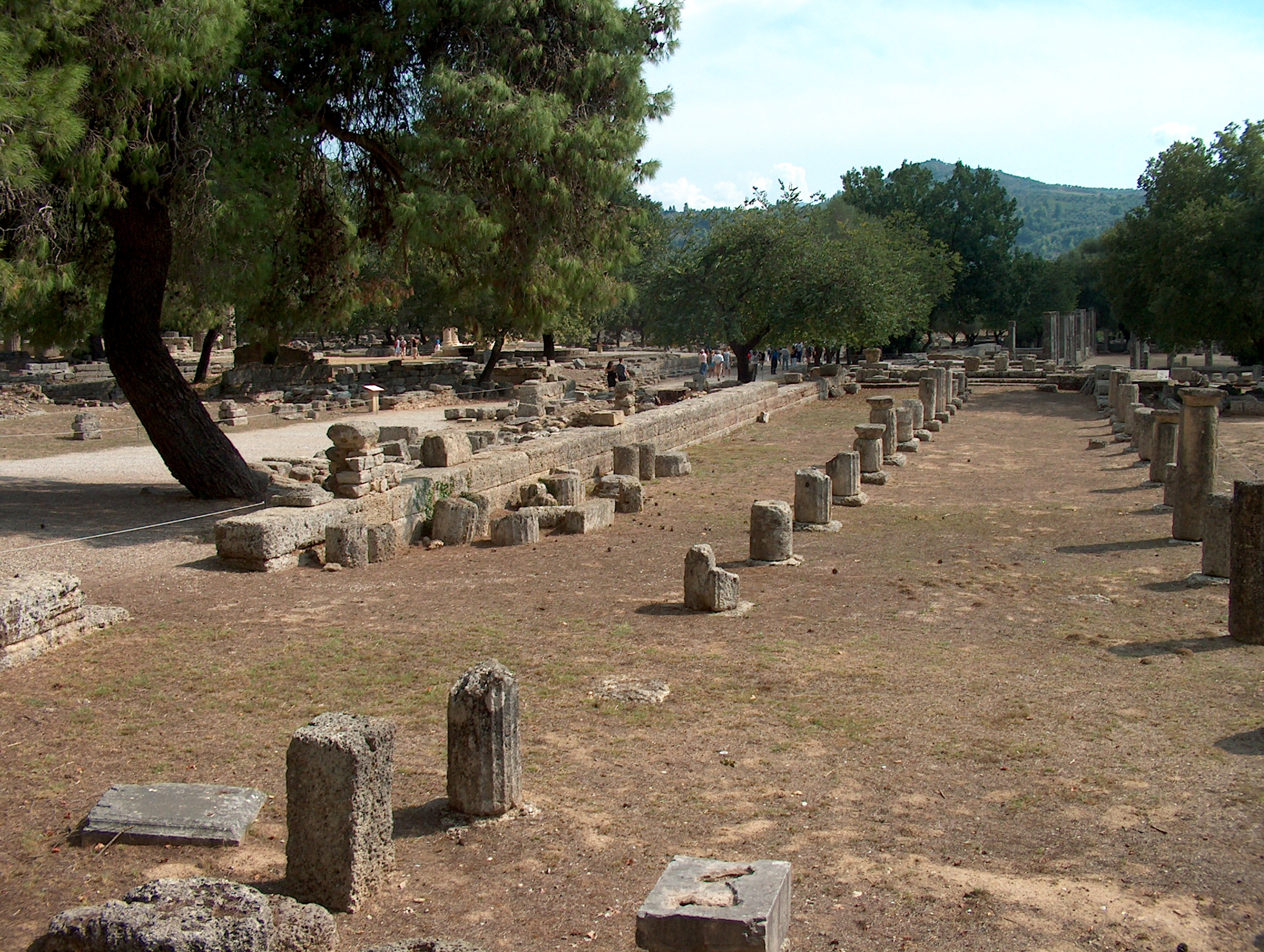
Gelände des antiken Olympias in der Nähe des antiken Olympiastadions im Jahr 2006

Das Kugelstoßen der Männer bei den Olympischen Spielen 2004 in Athen wurde am 18. August 2004 im antiken Stadion von Olympia ausgetragen. 39 Athleten nahmen teil.
Olympiasieger wurde der US-Amerikaner Adam Nelson. Er gewann vor dem Dänen Joachim Olsen und dem Spanier Manuel Martínez.
Mit Ralf Bartels, Peter Sack und Detlef Bock gingen drei deutsche Teilnehmer an den Start. Während Bartels im Finale Rang sieben belegte, schieden Sack und Bock in der Qualifikation aus.

Athleten aus der Schweiz, Österreich und Liechtenstein waren nicht unter den Teilnehmern.

## Aktuelle Titelträger
| Olympiasieger 2000                      | Arsi Harju ( Finnland)          | 21,29 m | Sydney 2000        |
| Weltmeister 2003                        | Andrej Michnewitsch ( Russland) | 21,69 m | Paris 2003         |
| Europameister 2002                      | Jurij Bilonoh ( Ukraine)        | 21,37 m | München 2002       |
| Panamerikanischer Meister 2003          | Reese Hoffa ( USA)              | 20,95 m | Santo Domingo 2003 |
| Zentralamerika und Karibik-Meister 2003 | Yojer Medina ( Venezuela)       | 19,12 m | St. George’s 2003  |
| Südamerika-Meister 2003                 | Marco Antonio Verni ( Chile)    | 20,23 m | Barquisimeto 2003  |
| Asienmeister 2003                       | Bilal Saad Mubarak ( Katar)     | 19,41 m | Manila 2003        |
| Afrikameister 2004                      | Janus Robberts ( Südafrika)     | 21,02 m | Brazzaville 2004   |
| Ozeanienmeister 2002                    | Chris Mene ( Samoa)             | 14,22 m | Christchurch 2002  |

## Bestehende Rekorde
| Weltrekord         | 23,12 m | Randy Barnes ( USA) | Los Angeles, USA                    | 20. Mai 1990    |
| Olympischer Rekord | 22,52 m | Ryan Crouser ( USA) | Finale OS Rio de Janeiro, Brasilien | 18. August 2016 |

Der bestehende olympische Rekord wurde bei diesen Spielen nicht erreicht. Der weiteste Versuch gelang dem US-amerikanischen Olympiasieger Adam Nelson mit seinem ersten Stoß im Finale am 18. August auf 21,16 m. Damit blieb er 1,36 m unter dem Olympia- und 1,96 m unter dem Weltrekord.

## Legende
Kurze Übersicht zur Bedeutung der Symbolik – so üblicherweise auch in sonstigen Veröffentlichungen verwendet:
| – | verzichtet |
| x | ungültig   |

## Doping
Das Kugelstoßen war in Athen eine Disziplin mit einem fragwürdigen Charakter hinsichtlich der Doping-Problematik. Zwei der teilnehmenden Athleten waren bei vergangenen Olympischen Spielen der Einnahme verbotener Substanzen überführt worden. Dabei handelte es sich um den Südafrikaner Burger Lambrechts – hier in der Qualifikation ausgeschieden – sowie um den Slowaken Mikuláš Konopka – hier im Finale Zehnter. Konopkas Landsmann Milan Haborák war bereits angereist zu den Spielen von Athen, durfte dann jedoch wegen Hormon-Dopings nicht teilnehmen und reiste wieder ab. Die deutschen Teilnehmer beklagten darüber hinaus, sie selber seien immer wieder kontrolliert worden während der Olympiasaison, was bei Athleten anderer Nationen allzu häufig nicht der Fall gewesen sei. Die beiden Weißrussen Andrej Michnewitsch – früher bereits einmal positiv getestet – und Juri Below sowie der Ukrainer Jurij Bilonoh hatten sich in den vorolympischen Monaten nur jeweils einmal in Wettbewerben gezeigt und waren für die restliche Zeit untergetaucht.
Am 5. Dezember 2012 schließlich kam es zur Aberkennung der Goldmedaille für den ursprünglich erstplatzierten Ukrainer Jurij Bilonoh. Ihm wurde die Einnahme des verbotenen Mittels Nandrolon nachgewiesen, was seine Disqualifikation zur Folge hatte. Damit rückten alle nach ihm platzierten Athleten um jeweils einen Rang nach vorne.
Benachteiligt wurden insbesondere die folgenden vier Athleten:
- Adam Nelson, USA – Er musste acht Jahre auf seine Anerkennung als Olympiasieger und die Überreichung der Goldmedaille warten.
- Manuel Martínez, Spanien – Er war nun Dritter, seine Medaille wurde ihm mit einer Verspätung von acht Jahren überreicht. Darüber hinaus konnte er nicht an der Siegerehrung teilnehmen.
- John Godina, USA – Ihm hätten im Finale auf Rang acht drei weitere Stöße zugestanden.
- Tepa Reinikainen, Finnland – Er wäre über seine Platzierung in der Qualifikation im Finale teilnahmeberechtigt gewesen.

## Legende
Kurze Übersicht zur Bedeutung der Symbolik – so üblicherweise auch in sonstigen Veröffentlichungen verwendet:
| – | verzichtet |
| x | ungültig   |

Anmerkungen:
- Alle Zeitangaben sind auf Ortszeit Athen (UTC+2) bezogen.
- Alle Weiten sind in Metern (m) angegeben.

## Qualifikation
18. August 2004, 10:00 Uhr
Für die Qualifikation wurden die Athleten in zwei Gruppen gelost. Sechs Teilnehmer (hellblau unterlegt) übertrafen die direkte Finalqualifikationsweite von 20,40 m. Damit war die Mindestanzahl von zwölf Finalteilnehmern nicht erreicht. So wurde das Finalfeld mit sechs weiteren Wettbewerbern (hellgrün unterlegt) aus beiden Gruppen nach den nächstbesten Weiten aufgefüllt. Für die Finalteilnahme waren schließlich 20,04 m zu stoßen.

### Gruppe A

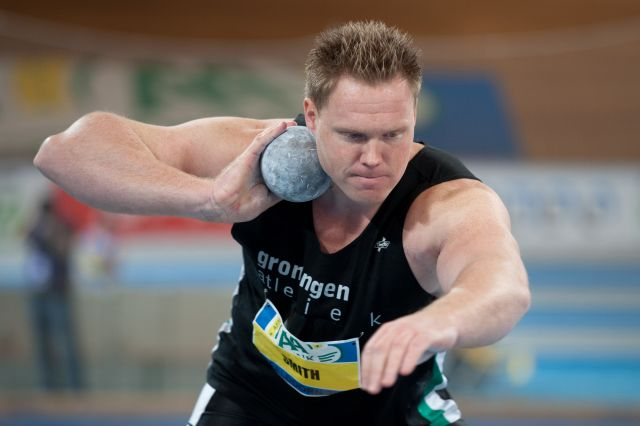
Rutger Smith – ausgeschieden in Qualifikationsgruppe A mit 19,69 m
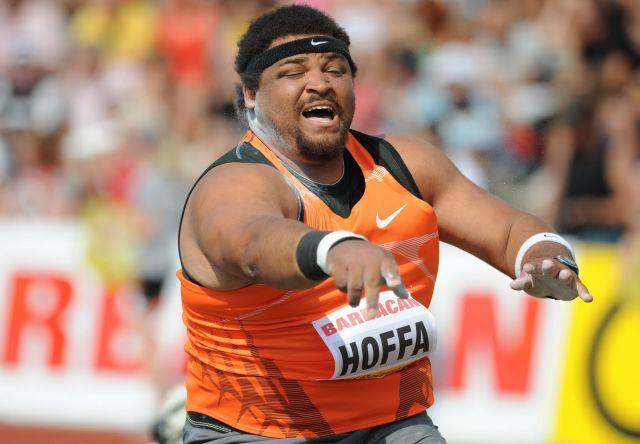
Reese Hoffa – ausgeschieden in Qualifikationsgruppe A mit 19,40 m

| Platz | Name                  | Nation      | 1. Versuch | 2. Versuch | 3. Versuch | Weite | Anmerkung                 |
| ----- | --------------------- | ----------- | ---------- | ---------- | ---------- | ----- | ------------------------- |
| 1     | Adam Nelson           | USA         | x          | 21,15      | –          | 21,15 |                           |
| 2     | Ralf Bartels          | Deutschland | 20,65      | –          | –          | 20,65 |                           |
| 3     | Justin Anlezark       | Australien  | 18,53      | 20,45      | –          | 20,45 |                           |
| 4     | Andrej Michnewitsch   | Belarus     | 20,10      | 20,11      | 20,09      | 20,11 |                           |
| 5     | Petr Stehlík          | Tschechien  | x          | 19,74      | 20,06      | 20,06 |                           |
| 6     | Rutger Smith          | Niederlande | 19,02      | 19,28      | 19,69      | 19,69 |                           |
| 7     | Gheorghe Gușet        | Rumänien    | 19,42      | 19,26      | 19,68      | 19,68 |                           |
| 8     | Iwan Juschkow         | Russland    | 19,15      | 19,42      | 19,67      | 19,67 |                           |
| 9     | Reese Hoffa           | USA         | 19,88      | x          | 19,40      | 19,40 |                           |
| 10    | Pawel Tschumatschenko | Russland    | 19,17      | 19,38      | x          | 19,38 |                           |
| 11    | Ion Emilianov         | Moldau      | 18,83      | 18,92      | 19,25      | 19,25 |                           |
| 12    | Taavi Peetre          | Estland     | 19,14      | 18,97      | x          | 19,14 |                           |
| 13    | Antonin Zalsky        | Tschechien  | 18,93      | 19,09      | x          | 19,09 |                           |
| 14    | Nedžad Mulabegović    | Kroatien    | x          | 18,86      | 19,07      | 19,07 |                           |
| 15    | Detlef Bock           | Deutschland | 18,40      | 18,89      | x          | 18,89 |                           |
| 16    | Roman Wirastjuk       | Ukraine     | 18,12      | 18,40      | 18,52      | 18,52 |                           |
| 17    | Galin Kostadinow      | Bulgarien   | 17,75      | 17,51      | 17,47      | 17,75 |                           |
| NM    | Marco Antonio Verni   | Italien     | x          | x          | x          | ogV   |                           |
| NM    | Bahadur Singh         | Indien      | x          | x          | x          | ogV   |                           |
| DOP   | Jurij Bilonoh         | Ukraine     | 20,61      | –          | –          | 20,61 | für das Finale zugelassen |

### Gruppe B
| Platz | Name                     | Nation      | 1. Versuch | 2. Versuch | 3. Versuch | Weite | Anmerkung                              |
| ----- | ------------------------ | ----------- | ---------- | ---------- | ---------- | ----- | -------------------------------------- |
| 1     | Joachim Olsen            | Dänemark    | 20,78      | –          | –          | 20,78 |                                        |
| 2     | John Godina              | USA         | 19,73      | 20,53      | –          | 20,53 |                                        |
| 3     | Manuel Martínez          | Spanien     | 19,15      | 19,54      | 20,37      | 20,37 |                                        |
| 4     | Mikuláš Konopka          | Slowakei    | 20,32      | 20,20      | x          | 20,32 |                                        |
| 5     | Juri Below               | Ukraine     | x          | x          | 20,06      | 20,06 |                                        |
| 6     | Miran Vodovnik           | Slowenien   | 19,83      | 20,04      | x          | 20,04 |                                        |
| 7     | Tepa Reinikainen         | Finnland    | 18,27      | 19,71      | 19,74      | 19,74 | eigentlich für das Finale qualifiziert |
| 8     | Pawel Lyschin            | Belarus     | x          | x          | 19,60      | 19,60 |                                        |
| 9     | Tomasz Majewski          | Polen       | 19,55      | 19,07      | x          | 19,55 |                                        |
| 10    | Ville Tiisanoja          | Finnland    | 19,28      | 19,50      | x          | 19,50 |                                        |
| 11    | Bradley Snyder           | Kanada      | 19,36      | 19,46      | x          | 19,46 |                                        |
| 12    | Janus Robberts           | Südafrika   | 19,41      | x          | x          | 19,41 |                                        |
| 13    | Zsolt Biber              | Ungarn      | 19,31      | x          | x          | 19,46 |                                        |
| 14    | Peter Sack               | Deutschland | 19,09      | 17,91      | x          | 19,09 |                                        |
| 15    | Khalid Habash al-Suwaidi | Katar       | x          | x          | 19,04      | 19,04 |                                        |
| 16    | Pawel Sofjin             | Russland    | 18,78      | 19,02      | x          | 19,02 |                                        |
| 17    | Dragan Perić             | Serbien     | 18,91      | 18,79      | 18,74      | 18,91 |                                        |
| 18    | Burger Lambrechts        | Südafrika   | 18,67      | 18,63      | x          | 18,67 |                                        |
| 19    | Edis Elkasević           | Kroatien    | 17,54      | 18,44      | x          | 18,44 |                                        |

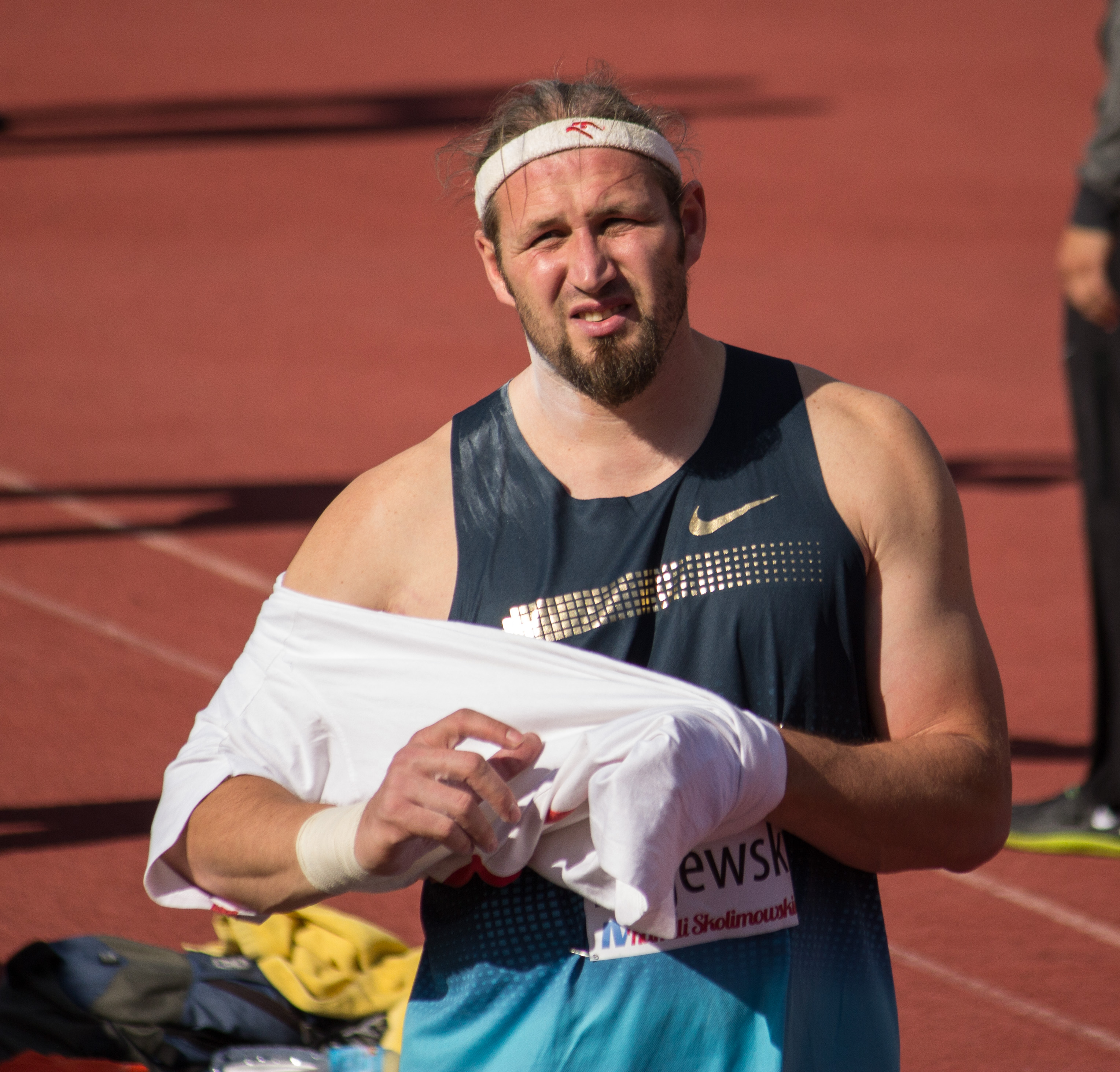
Tomasz Majewski – ausgeschieden in Qualifikationsgruppe B mit 19,55 m

Weitere in Qualifikationsgruppe B ausgeschiedene Kugelstoßer:

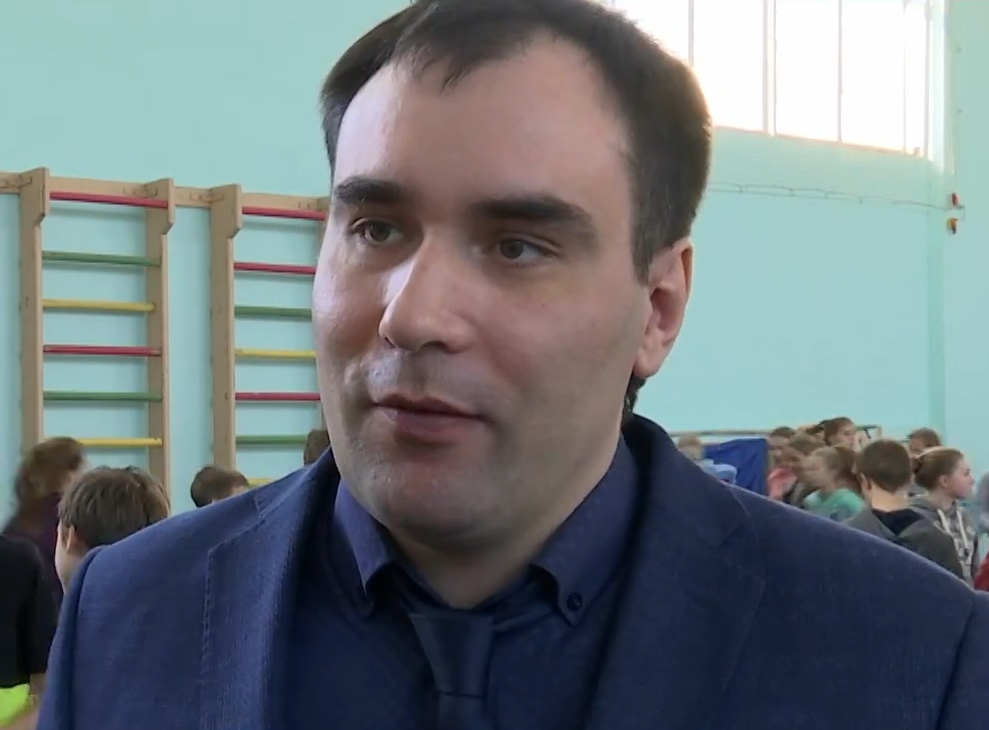
Pawel Sofjin (Foto: 2018) – 19,02 m
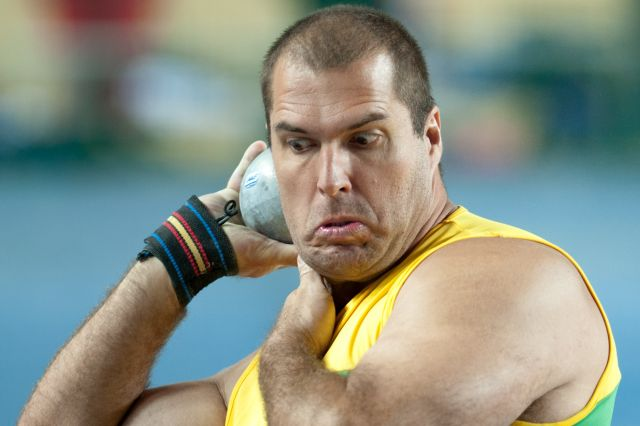
Burger Lambrechts – 18,67 m

## Finale
18. August 2004, 17:30 Uhr
| Platz | Name                | Nation      | 1. Versuch | 2. Versuch | 3. Versuch | 4. Versuch                                    | 5. Versuch                                    | 6. Versuch                                    | Endresultat |
| ----- | ------------------- | ----------- | ---------- | ---------- | ---------- | --------------------------------------------- | --------------------------------------------- | --------------------------------------------- | ----------- |
| 1     | Adam Nelson         | USA         | 21,16      | x          | x          | x                                             | x                                             | x                                             | 21,16       |
| 2     | Joachim Olsen       | Dänemark    | 20,47      | 20,48      | 21,07      | 20,78                                         | x                                             | x                                             | 21,07       |
| 3     | Manuel Martínez     | Spanien     | 20,70      | 20,21      | 20,49      | 20,78                                         | 20,84                                         | x                                             | 20,84       |
| 4     | Andrej Michnewitsch | Belarus     | 20,41      | 20,51      | x          | x                                             | 20,60                                         | x                                             | 20,60       |
| 5     | Juri Below          | Belarus     | 20,34      | 20,33      | x          | x                                             | x                                             | 19,88                                         | 20,34       |
| 6     | Justin Anlezark     | Australien  | 20,07      | x          | 20,31      | x                                             | x                                             | x                                             | 20,31       |
| 7     | Ralf Bartels        | Deutschland | 20,26      | x          | x          | 20,07                                         | x                                             | 20,00                                         | 20,26       |
| 8     | John Godina         | USA         | x          | x          | 20,19      | eigentlich zu drei weiteren Stößen berechtigt | eigentlich zu drei weiteren Stößen berechtigt | eigentlich zu drei weiteren Stößen berechtigt | 20,19       |
|       |                     |             |            |            |            |                                               |                                               |                                               |             |
| 9     | Mikuláš Konopka     | Slowakei    | x          | 19,92      | 19,91      | nicht im Finale der besten acht Athleten      | nicht im Finale der besten acht Athleten      | nicht im Finale der besten acht Athleten      | 19,92       |
| 10    | Miran Vodovnik      | Slowenien   | 19,34      | 18,93      | x          | nicht im Finale der besten acht Athleten      | nicht im Finale der besten acht Athleten      | nicht im Finale der besten acht Athleten      | 19,34       |
| 11    | Petr Stehlík        | Tschechien  | 18,72      | x          | 19,21      | nicht im Finale der besten acht Athleten      | nicht im Finale der besten acht Athleten      | nicht im Finale der besten acht Athleten      | 19,21       |
| DOP   | Jurij Bilonoh       | Ukraine     | 21,15      | 21,15      | 21,07      | x                                             | x                                             | 21,16                                         | 21,16       |

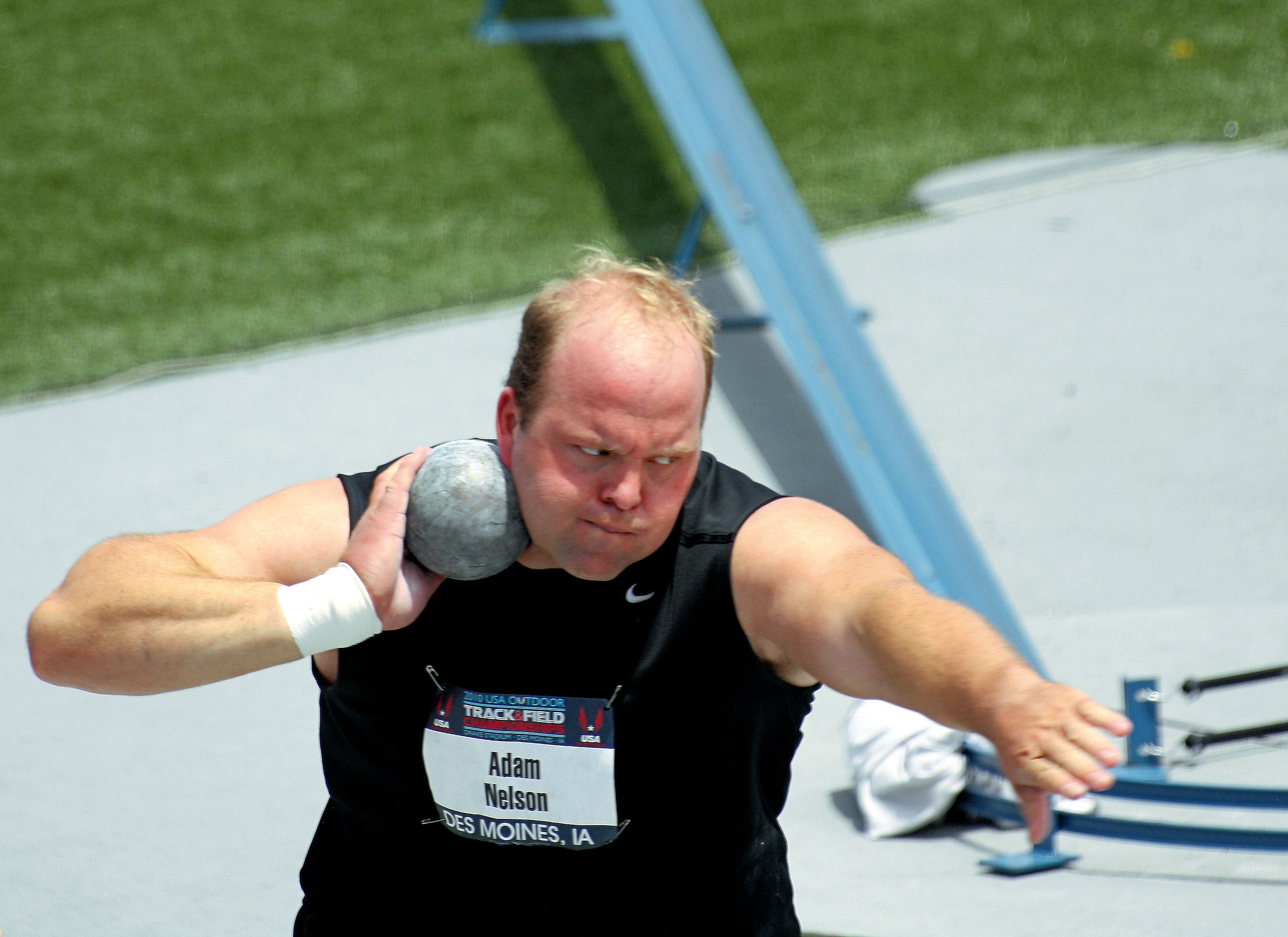
Olympiasieger Adam Nelson (Foto: 2010)
– Gold gab es für ihn erst nach acht Jahren

Für das Finale hatten sich zwölf Athleten qualifiziert, sechs von ihnen über die Qualifikationsweite, weitere sechs über ihre Platzierungen. Vertreten waren zwei US-Amerikaner und zwei Weißrussen sowie je ein Teilnehmer aus Australien, Dänemark, Deutschland, der Slowakei, Slowenien, Spanien, Tschechien und der Ukraine.
Zu den Favoriten für diesen Wettbewerb gehörten vor allem der amtierende Weltmeister Andrej Michnewitsch aus Weißrussland, der Weltmeister von 2001 John Godina aus den Vereinigten Staaten, sein Landsmann, der zweifache Vizeweltmeister Adam Nelson, sowie der ukrainische Europameister und WM-Dritte von 2003 Jurij Bilonoh, der allerdings im Dezember 2012 nachträglich des Dopingvergehens bei diesem Wettbewerb überführt und disqualifiziert wurde – siehe dazu Abschnitt "Doping" oben.
Es gab eine Reihe weiterer Athleten, die zu einem erweiterten Kreis von Anwärtern auf vordere Platzierungen zählten. Unter anderem waren dies der dänische Vizeeuropameister Joachim Olsen, der deutsche EM-Dritte und WM-Fünfte Ralf Bartels sowie der spanische WM-Vierte von 2001 Manuel Martínez.
Im Finale blieben nicht zum ersten Mal bei Olympischen Spielen die ganz großen Leistungen aus. Zunächst übernahm Nelson mit einem Stoß von 21,16 m die Führung. Hinter ihm lagen Bilonoh mit 21,15 m, Martínez mit 20,70 m und Olsen mit 20,47 m. In Durchgang zwei verbesserte Olsen sich um einen Zentimeter, fiel aber dennoch um einen Platz zurück, denn Michnewitsch schob sich mit seinen 20,51 m auf Rang vier vor. Bilonoh bestätigte seine 21,15 m aus Durchgang eins und blieb damit Zweiter. In Runde drei konterte der Däne. Mit 21,07 m zog er auch an Martínez vorbei und war jetzt Dritter. Der Spanier verbesserte sich in den nächsten beiden Runden bis auf 20,84 m, blieb damit aber weiterhin auf Platz vier. Michnewitsch kam mit seinen 20,60 m im fünften Versuch etwas näher heran. Er war damit immer noch Fünfter. Im letzten Durchgang gab es schließlich nur drei gültige Stöße. Zunächst war darunter auch der entscheidende Versuch für den Olympiasieg. Bilonoh verbesserte sich um einen Zentimeter auf 21,16 m und war damit bis zu seiner Disqualifikation im Jahr 2012 Spitzenreiter. Adam Nelson produzierte nach seinen 21,16 m in Durchgang eins seinen fünften ungültigen Stoß in Folge und fiel damit auf den Silberrang zurück, denn Bilonohs zweitbeste Weite, die jetzt bei Weitengleichheit mit Nelson über die Reihenfolge entschied, war besser als es bei Nelson der Fall war. Joachim Olsen gewann die Bronzemedaille, woraus später Silber wurde. Nur Nelson und Bilonoh übertrafen die 21-Meter-Marke. Manuel Martínez – hier zunächst noch Vierter – errang tatsächlich Bronze vor den beiden Weißrussen Andrej Michnewitsch und Juri Below. Es folgten der Australier Justin Anlezark und Ralf Bartels.

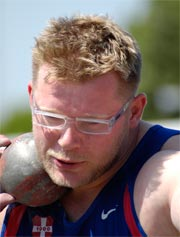
Silbermedaillengewinner Joachim Olsen
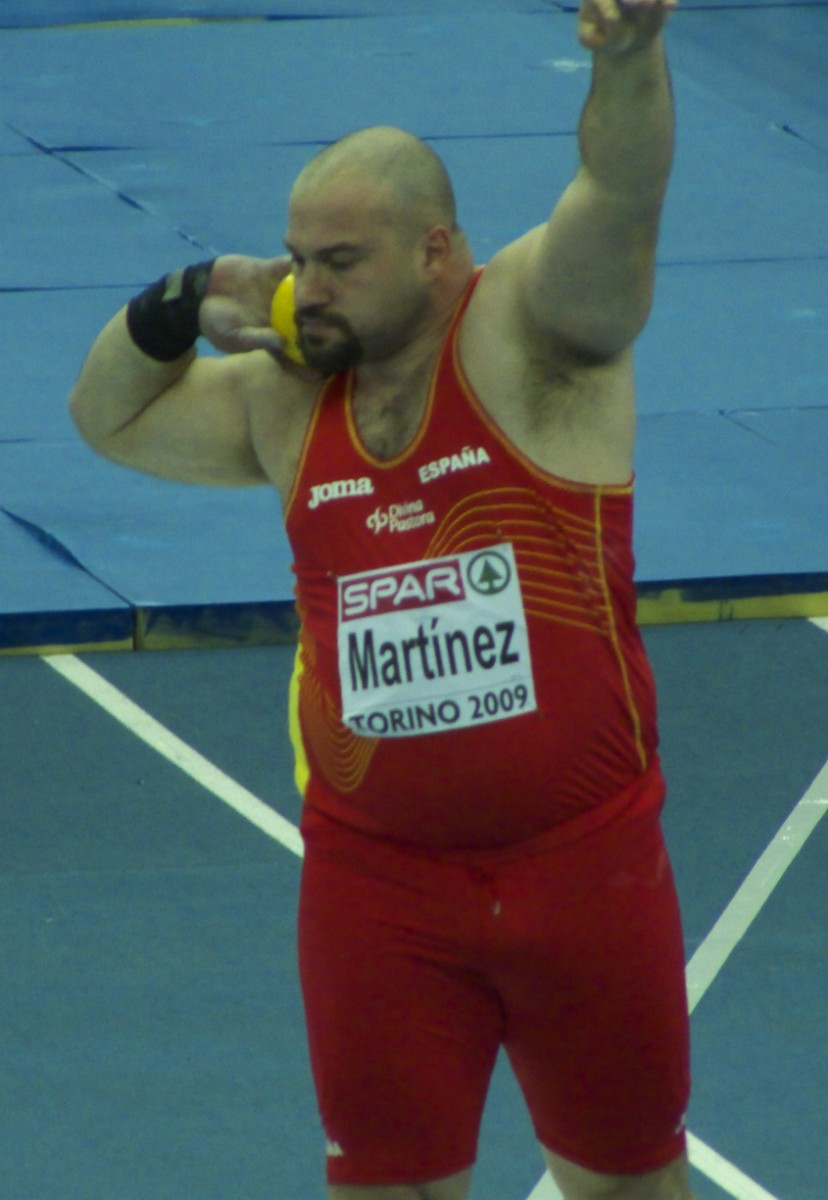
Der Olympiadritte Manuel Martínez
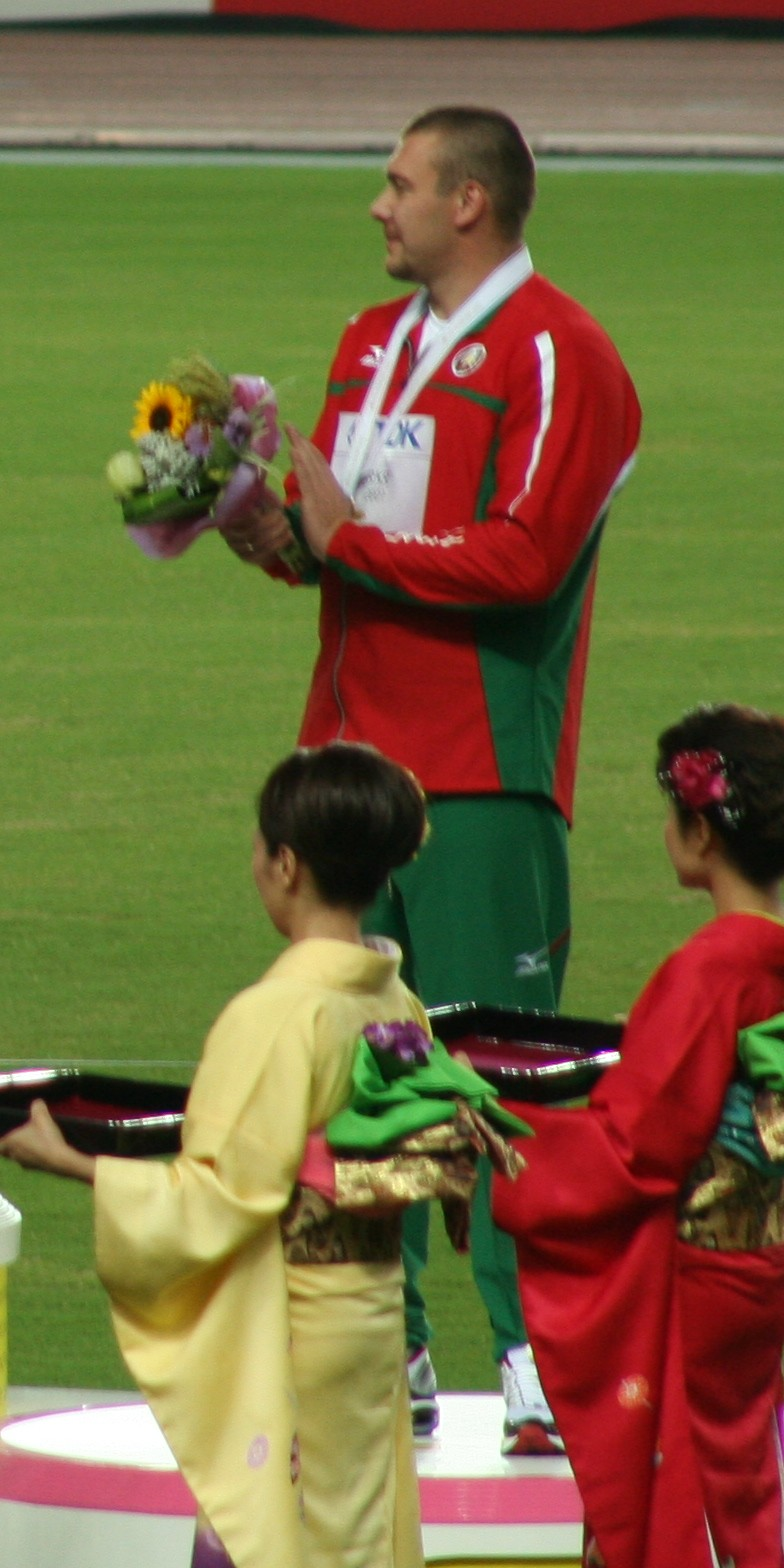
Andrej Michnewitsch belegte im Finale Rang vier

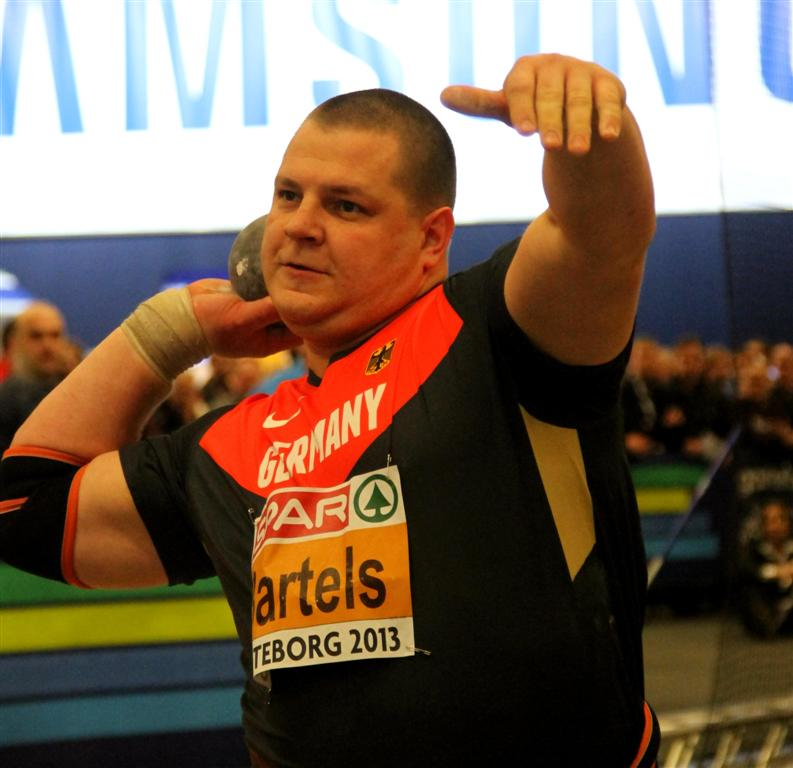
Ralf Bartels wurde Olympiasiebter
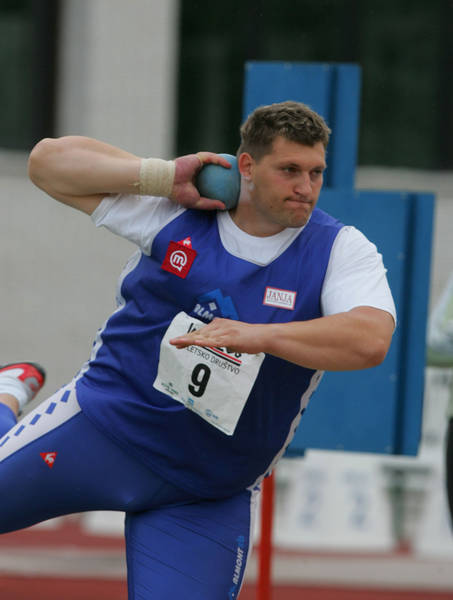
Miran Vodovnik erreichte Platz zehn

## Videolinks
- Athens Olympics – Men's Shot Put Final part 1, youtube.com, abgerufen am 20. Februar 2022
- Athens Olympics – Men's Shot Put Final part2, youtube.com, abgerufen am 20. Februar 2022